# Popovice (Děčín)
Popovice (německy Pfaffendorf) jsou XXIII. část statutárního města Děčína. Nachází se na jihozápadě Děčína. Popovice leží v katastrálním území Podmokly o výměře 6,88 km².

## Historie
První písemná zmínka o vesnici pochází z roku 1720.

## Obyvatelstvo
Při sčítání lidu v roce 1921 ve vsi žilo 280 obyvatel (z toho 132 mužů), z nichž bylo šest Čechoslováků a 274 Němců. Kromě osmi evangelíků byli římskými katolíky. Podle sčítání lidu z roku 1930 měla vesnice 247 obyvatel: devět Čechoslováků, 236 Němců a dva cizince. Kromě šesti evangelíků, jednoho člena nezjišťovaných církví a 28 lidí bez vyznání byli římskými katolíky.
| | 1869 | 1880 | 1890 | 1900 | 1910 | 1921 | 1930 | 1950 | 1961 | 1970 | 1980  | 1991 | 2001 | 2011 |
| --- | ---- | ---- | ---- | ---- | ---- | ---- | ---- | ---- | ---- | ---- | ----- | ---- | ---- | ---- |
| Obyvatelé | 242  | 302  | 379  | 339  | 338  | 280  | 247  | 146  | 144  | 663  | 1 138 | 707  | 167  | 193  |
| Domy | 30   | 35   | 37   | 35   | 39   | 38   | 39   | 37   | —    | 134  | 177   | 116  | 48   | 54   |
| V letech 1970–1991 jsou započítány údaje místní části Václavov. Počet domů z roku 1961 je zahrnut v domech místní části Děčín. |      |      |      |      |      |      |      |      |      |      |       |      |      |      |

## Další fotografie

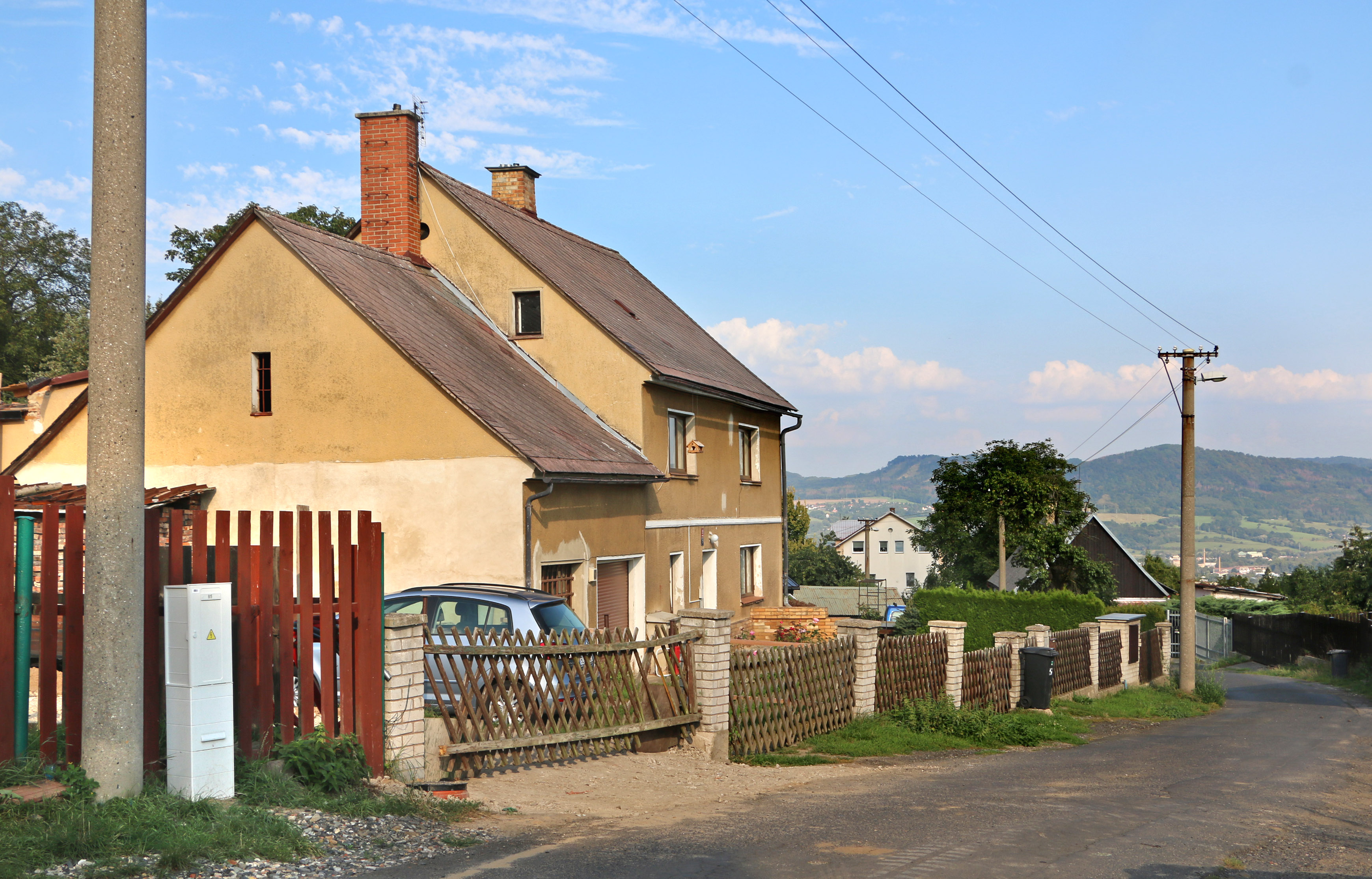
Ulice Na Skluzu